# Comuna Krupeț, Radîvîliv
Krupeț (în ucraineană Крупець) este o comună în raionul Radîvîliv, regiunea Rivne, Ucraina, formată din satele Baranne, Haikî, Hnîlce, Krupeț (reședința), Sribne și Zamișciîna.

## Demografie
Componența lingvistică a comunei Krupeț
     Ucraineană (99,29%)
     Alte limbi (0,51%)
Conform recensământului din 2001, majoritatea populației comunei Krupeț era vorbitoare de ucraineană (99,29%), existând în minoritate și vorbitori de alte limbi.